# Gabriel Tamaș
Gabriel Sebastian Tamaș (ur. 9 listopada 1983 roku w Braszowie) – rumuński piłkarz, który występował na pozycji środkowego obrońcy. W latach 2003–2018 reprezentant Rumunii. Uczestnik Mistrzostw Europy w 2008 roku.
W swojej karierze występował m.in. w takich klubach jak: West Bromwich Albion, Galatasaray SK, Celta de Vigo czy FC Dinamo Bukareszt.

## Kariera
Jest wychowankiem klubu FC Braszów. W wieku siedemnastu lat przeniósł się do lokalnego rywala, drugoligowego Tractorulu Braszów, gdzie zdołał wywalczyć sobie miejsce w podstawowej jedenastce. Wkrótce po młodego obrońcę sięgnęli działacze Dinama Bukareszt; w sezonie 2002–2003 rozegrał w jego barwach dziewiętnaście meczów, ale klub zajął w Divizii A dopiero szóste miejsce. Tamaș skorzystał z oferty Galatasaray SK. Jednak krótka przygoda z tureckim klubem skończyła się niepowodzeniem. Dobrą formę odzyskał w Spartaku Moskwa, a od rundy wiosennej rozgrywek 2004–2005 ponownie grał w Dinamie, z którym zdobył wicemistrzostwo kraju. Od września 2006 roku był zawodnikiem Celty Vigo. Latem 2007 za 3 miliony euro przeszedł do AJ Auxerre. Następnie grał kolejno w: Dinamie Bukareszt, CFR Cluj, Doncaster Rovers, Watfordzie, Steaule Bukareszt i Cardiff City. Od 2016 ponownie gra w Steaule.
W reprezentacji Rumunii zadebiutował w lutym 2003 roku w towarzyskim meczu ze Słowacją, a w pierwszej jedenastce zaczął grywać dwa lata później, kiedy selekcjonerem został Victor Pițurcă.
27 października 2023 roku zakończył piłkarską karierę.

## Sukcesy piłkarskie
- wicemistrzostwo Rumunii 2005 z Dinamem Bukareszt